# 滝内村
滝内村（たきないむら）は、かつて青森県にあった村。

## 地理
- 河川：沖館川、西滝川

## 沿革
- 1889年（明治22年）4月1日 - 町村制施行により東津軽郡西滝村、三内村、孫内村、沖館村、古川村、新田村、浪館村、岩渡村が合併し、滝内村が発足。
- 1897年（明治30年）10月1日 - 大字古川を分離し東津軽郡青森町に編入。
- 1927年（昭和2年）4月1日 - 大字沖館、新田を分離し青森市に編入。
- 1951年（昭和26年）4月1日 - 青森市に編入され消滅。